# Luiz Máximo
Luiz Benedicto Máximo (Jacareí, 8 de março de 1933) é um advogado, professor e político brasileiro.
Nas décadas de 1970, 1980 e 1990 foi eleito para mandatos de deputado estadual e deputado federal por São Paulo pelo PMDB e depois pelo PSDB. Presidiu a Assembleia Legislativa em 1987 e 1988, quando foi promulgada a Constituição do Estado. Candidatou-se, e perdeu, duas eleições para prefeito de sua terra natal: em 1976 para o professor e historiador Benedicto Sérgio Lencioni, da Arena, e em 1992 para o médico Thelmo de Almeida Cruz, então no PMDB. Foi vereador do município no mandato 1960-1964. É filho de Luiz de Araújo Máximo, prefeito de Jacareí nos anos 1950.